# Умберто Сааведра
Умберто Сааведра Араухо (ісп. Humberto Saavedra Araújo, 3 серпня 1923) — болівійський футболіст, що грав на позиції півзахисника за клуб «Зе Стронгест», а також національну збірну Болівії.

## Клубна кар'єра
У футболі відомий виступами у команді «Зе Стронгест», кольори якої і захищав протягом усієї своєї кар'єри гравця. 

## Виступи за збірну
1945 року дебютував в офіційних матчах у складі національної збірної Болівії. Протягом кар'єри у національній команді провів у її формі 4 матчі.
У складі збірної був учасником чемпіонату Південної Америки 1945 року у Чилі, де зіграв у чотирьох поєдинках.
Був присутній в заявці збірної на чемпіонаті світу 1950 року у Бразилії, але на поле не виходив.